# 잠수의학
잠수의학(diving medicine)의 정의는 해수면 기원의 환경 변화에 따른 건강을 다루는 학문을 말하며, 좁게 정의하면 '수중 환경에서 인간의 건강을 유지할 수 있는 방법을 연구하는 학문'이라고 할 수 있다. 대표적인 예로 감압병을 들 수 있다. 가장 드라마틱하게는 환경압의 변화에 따른 병태 생리와 건강을 다루는 감압질환은 잠수의학의 좁은 의미로도 사용된다. 이때 압력은 사람의 몸을 둘러 쌓고 있는 액체 또는 호흡 기체 전체의 총합계 압력 뿐만 아니라 액상, 용해된 상태, 호흡 매체로써의 기체 상태인 특정 활성/불활성 기체의 부분 압력 또한 포함한다. 따라서 압력 증가의 경우 특정 기체의 부분압이 내인성 혹은 외인성 원인으로 증가하는 경우 (ex. 일산화 탄소 중독), 불활성 기체의 부분압이 생체 내에서 증가하는 경우 (ex. 질소 버블 뿐만 아니라 질소 마취 역시 포함한다.)가 대표적이며, 압력이 감소하는 경우로는 고산병, 항공질환, 우주질환을 열거할 수 있다. 이러한 질병의 치료로 고압산소치료가 사용되며, 고압산소치료가 포괄하지 않는 해양 수상으로는 저체온증과, 해양 생물 수상, 해수에 침수된 외상 등을 들 수 있다. 
그 외에도 여러 가지 환경 인자가 해양질환과 우주질환에 연관되어 있다. 급성 혹은 만성의 사람 몸에 미치는 영향 뿐만 아니라 정신건강의학적인 문제 또한 잠수의학에서 다루어진다. 잠수함 내부나 남극 과학기지와 같은 고립된 상황에서의 문제 뿐만 아니라 구조에 대한 의학, 고압산소치료기기와 같은 기기의 안전관리 역시 “해수면 기원의 환경 변화에 따른 건강”을 다루는데 필수적인 지식이다. 
고압의학(hyperbaric medicine) 은 잠수의학의 특수한 한 형태로 순산소(100 % 산소)를 이용하여 비교적 낮은 압력 (2-3ATA)에서 일산화탄소 중독이나, 혐기성 근육 감염 등을 치료하는 잠수의학의 한 분과이다. 

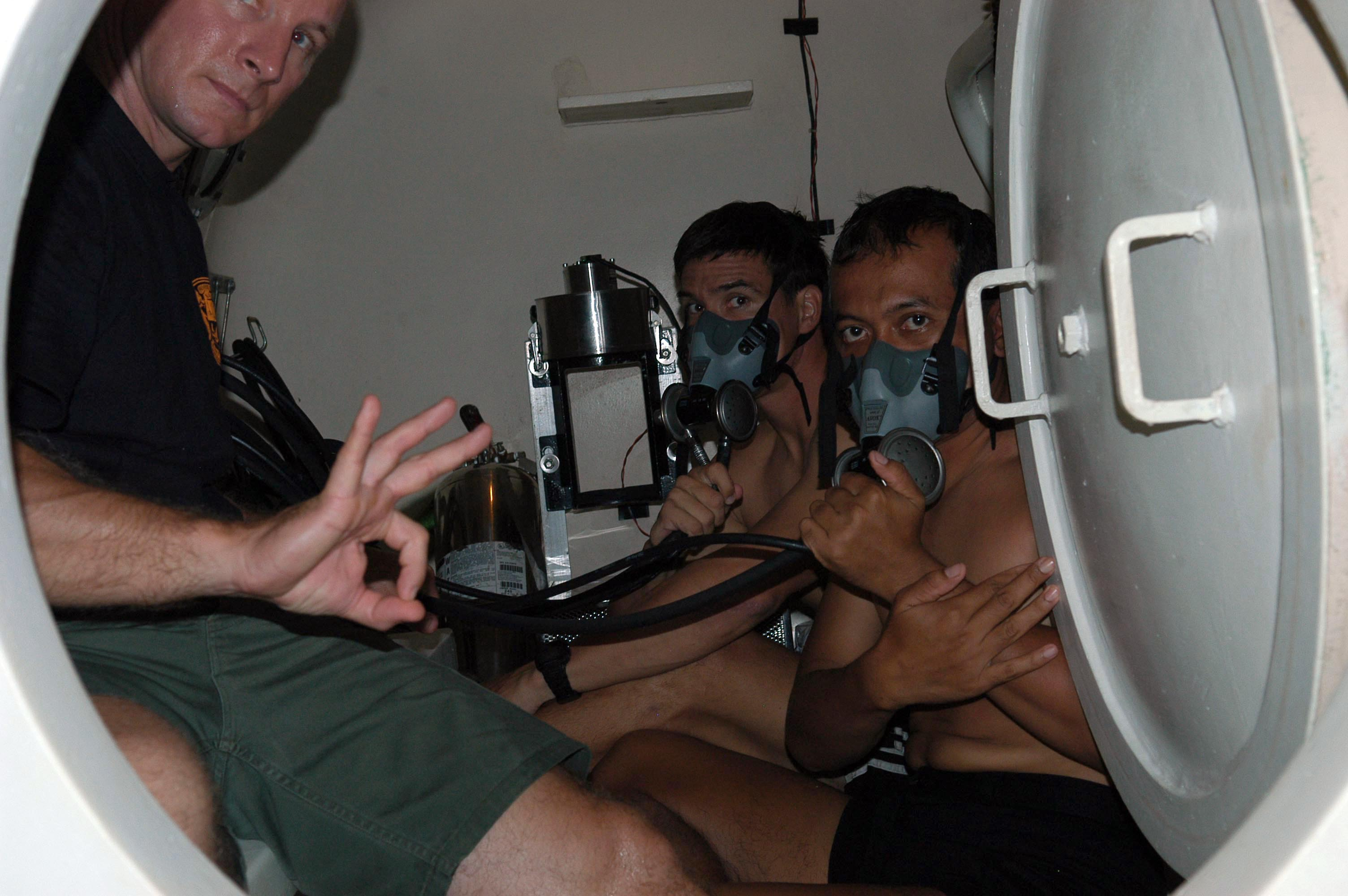
미국 해군의 재가압치료 시설

## 같이 보기
- 항공의학
- 우주의학
- 감압병